# Hotont járás
Hotont járás (mongol nyelven: Хотонт сум) Mongólia Észak-Hangáj tartományának egyik járása. Területe 2200 km². Népessége kb. 4440 fő.
Székhelye Hotont (Хотонт), mely 91 km-re fekszik Cecerleg tartományi székhelytől.